# Rocky Shades
Rocky Shades, nome d'arte di Robert K. Barklay (Aldershot, 22 gennaio 1960), è un cantante inglese.

## Primi anni
Robert K. Barklay nacque il 22 gennaio del 1960 ad Altershot, Inghilterra. Creò il proprio nome d'arte agli inizi del 1976, quando cominciò a cantare da non professionista. La sua carriera in ambito musicale iniziò prestissimo, infatti, all'età di soli 5 anni si esibiva al Greenlands Social Club Birmingham, club dove lavorava la madre, anche lei come cantante. Prima di unirsi ai Wrathchild fece parte di diverse band minori, tra cui gli Sweet Acid (nel 1976) e gli Hoi Polloi (dal 1977 al 1980, cambiarono poi il nome in Titan). Con quest'ultimo gruppo registrò anche un singolo, intitolato East wind west wind/Losing the fight.

## Inizio carriera
Nel 1980 fece un'audizione per entrare nei Wrathchild, con i quali rimase fino al 1991. Tra il 1980 e il 1982, registrò con il gruppo due demo: Classical Mayhem (1981) e Mascara Massacre (1982). Sempre nel 1982 venne realizzato il singolo Do You Want My Love?. Per il primo prodotto ufficiale si deve attendere fino al 1983, quando venne pubblicato l'EP Stuckheel Struck.

### Il successo (1984)
Il successo arriva però nel 1984, quando registrò il primo album in studio, Stakk Attakk, da cui vennero estratti due singoli: Alrite With The Boyz (cover della canzone di Gary Glitter Doing Alright With The Boys) e Trash Queen. Nello stesso anno venne trasmesso in diretta televisiva un concerto al Camden Palace Theatre di Londra. Il concerto presentava canzoni dall'album Stakk Attakk, Cock, Rock, Shock (poi inserita nell'album Trash Queens, che uscì l'anno successivo) e altre due canzoni: Blood On The Blade e Give It All You Got.

### Cause legali (1984-1991)
Proprio quando Shades e il gruppo sembravano lanciati verso il successo, dovettero affrontare tutta una serie di problemi legali, tra cui i problemi contrattuali dovuti al passaggio dall'etichetta Heavy Metal Records alla RCA Records e la causa con i Wrathchild America. Riguardo alla questione contrattuale: la Heavy Metal Records ritenne che la RCA Records non avesse offerto abbastanza denaro per rescindere il proprio contratto con la band. Sulla battaglia con la band omonima: il gruppo americano sosteneva di stare usando il nome "Wrathchild" da prima del gruppo inglese. La prima causa fu vinta dal gruppo inglese, ma durò oltre sei anni, un periodo di tempo più che sufficiente perché la RCA Records rivalutò il proprio interesse per la band. La seconda causa durò quanto la prima, e sempre come la prima, fu vinta dai Wrathchild (il gruppo statunitense dovette aggiungere "America" al nome). Entrambe le battaglie legali però, risultarono terminare in onerose spese tra avvocati e consulenti, lasciando il gruppo senza soldi con cui poter rilanciare il proprio nome. In seguito per via di malumori sorti all'interno della band, Shades fu costretto a lasciare il quartetto.
Durante questo periodo però, Shades e la band non smisero con le registrazioni. Nel 1984 infatti, proprio all'inizio della questione contrattuale, venne pubblicata una video compilation intitolata War Machine, mentre l'anno successivo registrarono l'album Trash Queens. Nel 1988 inoltre realizzarono The Biz Suxx, un album che dice tutto su come la pensava la band riguardo a questo genere di battaglie legali. Le cause impedirono oltretutto alla band di continuare con le registrazioni subito dopo il Live in London '84, questo spiega la grande attesa tra Trash Queens e The Biz Suxx. L'anno successivo pubblicarono il loro quarto album in studio, Delirium.
Shades collaborò anche con la band punk Discharge tra il 1986 e il 1987, quando il loro cantante si prese un anno sabbatico. Con questo gruppo realizzò una demo.

## Il dopo Wrathchild
Dopo aver dovuto lasciare i Wrathchild, Rocky Shades tra il 1991 e il 2005 collabora con varie band, minori e non.
Dal 1991 al 1993 si unisce ai One Track & Dirty e forma assieme Pat Hamby, prima negli Streetfighters, con cui pubblica alcune demo.
Dal 1993 al 1997 fonda la band blues rock Stealing Time (nome poi cambiato in Groovebreaker), con la quale fa alcune esibizioni.
Dal 1997 al 2000 aiuta e pubblica alcune demo con i Riff Raff e i Prime Time.
Dal 2000 al 2005 fonda i Birmingham Blues Brothers Tribute act, con cui va in tour in Asia e Europa e realizza alcune demo.
Nel 2008 si unisce alla band biker metal The Handsome Beasts, con i quali fa alcune esibizioni, e scrive un album, che non poté però essere pubblicato. Il detto album è tuttora in fase di rielaborazione da parte della band.
Nello stesso anno forma i David Lee Wrath (nome che verrà poi cambiato in Yankee Rose), tribute band dei Van Halen. Con questa band fece alcuni concerti, tra cui il "music live" al N.E.C. Bham

### Rocky Shades Wrathchild
Tra il 2005 e il 2006 Shades, per poter cantare di nuovo le canzoni dei Wrathchild degli anni '80, decise di fondare i Rocky Shades Wrathchild. La band registrò una demo, Dead Good, ma venne subito sciolta senza nemmeno aver fatto un concerto. Qualche anno dopo, nel 2009, venne formata una nuova versione della band, che incontrò però subito difficoltà legali dovute al nome "Wrathchild", quando Phil "Wrathchild" Vokins, Marc Angel, Eddie Star e Gaz "Psychowrath" Harris inizialmente sotto il nome di Psychowrath, fecero causa al gruppo. Le due band tornarono di nuovo in tribunale, dove dopo due anni venne decretata la fine per i Rocky Shades Wrathchild, concedendo agli allora Psychowrath i diritti per i nomi "Wrathchild" e "Wrathchild UK".

### Wildside Riot
Nel 2010 venne formata una nuova band, dopo un anno di attesa dovuto al fatto che tre membri dei Rocky Shades Wrathchild non vollero lavorare sotto un altro nome. Questa prima versione del gruppo non poté fare nemmeno un concerto date le ovvie difficoltà logistiche.
L'anno successivo vide la formazione di una seconda versione dei Wildside Riot, la quale però non durò molto di più della prima, dato che dopo appena due esibizioni, un altro membro della band abbandonò per motivi personali.
La vera svolta arriva però nello stesso anno, quando venne formata l'ultima e definitiva versione della band. Questa presentava Rocky Shades come voce, Gaz Wilde alla batteria, Joss Riot e Jimmy Gunn alle chitarre e James Croft al basso. Il gruppo registrò poi qualche demo, un videoclip della canzone omonima e un album, No Second Take, pubblicato nel febbraio del 2013, che venne accolto in generale positivamente dalla critica.
Rocky Shades, sulla nuova band ha detto in un'intervista:
(Rocky Shades)
Nel 2013 James Croft lasciò la band, e venne rimpiazzato da Marty Maelstrom, il quale portò con le sue capacità di compositore, e nei cori, una grande aggiunta per il sound dei Wildside Riot.
Il secondo album della band è attualmente in lavorazione.